# Uniform Resource Name
Uniform Resource Name（URN, 統一資源名）は、urn スキームを使った Uniform Resource Identifier (URI) であり、それによって識別されるリソースにアクセス可能かどうかは含意しない。URN（名前）とURL（ロケータ）はどちらもURIであり、あるURIは同時に名前でありロケータでもありうる。
URN の機能要求仕様は RFC 1737 で記述されている。URNは、URN、URC (Uniform Resource Characteristic)、URL (Uniform Resource Locator)から構成されるインターネット情報アーキテクチャの一部である。それぞれには、以下のような役割がある。
- URN は識別に使われる。
- URC はメタ情報を付与するためにある。
- URL はリソースの位置を示し、探すためにある。

RFC 2141 ("URN Syntax") によれば、
Uniform Resource Names (URNs) は、永続的で位置に依存しないリソース識別子であり、URNと属性を共有する他の名前空間をURNの名前空間に簡単にマッピングできるよう設計されている。したがって、URNの文法は、既存のプロトコルで送信でき、多くのキーボードで入力できるといった形式で文字データをエンコードする手段を提供する。
RFC 3986 ("Uniform Resource Identifier Generic Syntax") には以下のように述べられている。
"Uniform Resource Name" (URN) という用語はこれまで、"urn"スキームでのURI（RFC 2141）と名前の属性を持つ他の様々なURIも指してきた。前者は、リソースが存在しなくなったり、利用できなくなった時でもグローバルに一意で永続的に存在することを要求される。

## URNの文法
RFC 2141 （1997年5月発行で、現在も「改善のための議論と示唆」が必要と分類されている）では、URNの文法をBNFで以下のように記述している。
```
<
URN
>
 
::=
 "urn:" 
<
NID
>
 ":" 
<
NSS
>

```

ここで、<NID> は「名前空間識別子 (Namespace Identifier)」、<NSS> は「名前空間固有文字列 (Namespace Specific String)」である。引用符で囲まれた節は必須である。先頭の "urn:" は小文字でなければならない。名前空間識別子によって、名前空間固有文字列の解釈の仕方が決定される。

## URLとの比較
URNは個人の名前のようなもので、URLは個人の住所のようなものと言える。URNは何かの識別子を定義したもので、URLはその何かを探す方法を提供する。つまり、"what" と "where" の関係である。
URNはしばしば、本を一意に識別するISBNと比較される（実際、ISBNをURNとしてエンコードできる）。本の一意な識別子があることで、その本について議論できる（その本を読んだかどうか、面白かったかどうかなど）。しかし、実際にその本を読むには、本の在り処（例えば、ベッドの脇のテーブルの上など）を知る必要がある。したがってURNとURLは相補的である。例えば、あるRFCについて議論するとき、両方の概念を使って「urn:ietf:rfc:3187 (URN) は https://datatracker.ietf.org/doc/html/rfc3187.html (URL) にある」ということができる。

## 例

### 標準的でない使用法
以下の例は標準のURNではない。すなわち、公式に登録された名前空間を使っておらず、RFC 2141 (URN Syntax) と RFC 3406 (Uniform Resource Names (URN) Namespace Definition Mechanisms) に照らせば不正である。

urn:www.agxml.org:schemas:all:2:0
スキーマ "Agricultural Markup Language 2.0 for Grain and Oilseed Business" の名前空間を表した非標準URN。
urn:sha1:YNCKHTQCWBTRNJIV4WNAE52SJUQCZO5C
マーティン・ルーサー・キング・ジュニアの演説「I Have a Dream」をMP3化したファイルを、そのSHA-1ハッシュをBase32でエンコードしたもので表した非標準URN。
urn:tree:tiger:BL5OM7M75DWHAXMFZFJ23MU3LVMRXKFO6HTGUTY
上と同じMP3ファイルを、今度はTigerハッシュ木でエンコードしたもの。これらを使って特定のファイルを探すことができる。例えばBitziというサイトがある。
urn:sici:1046-8188(199501)13:1%3C69:FTTHBI%3E2.0.TX;2-4
雑誌 "ACM Transactions on Information Systems" の特定の記事をパーセントエンコーディングにより符号化されたSICIコード。